# 総務大臣
- 総務大臣
- 総務相

総務大臣（そうむだいじん、英: Minister for Internal Affairs and Communications）は、日本の総務省の長および主任の大臣たる国務大臣。

## 概説
日本の総務省の主任の大臣である。主として行政制度、地方自治制度、情報通信行政を所管する国務大臣である。具体的には、行政制度の管理運営、地方自治と民主政治の確立、地域社会の形成、国や地方公共団体などとの連絡協調、情報通信、電波利用、郵便事業の維持発展、公害紛争の解決、鉱業、採石業、砂利採取業と他の公益との調整、消防による国民の生命、財産の保護などを所管する。
また、行政機関の定員や運営、さらには業務の実施状況などについて、調査、勧告する権限を持つ。これらの行政評価や監視については、書面調査や実地調査を行うことができ、調査対象とされた行政機関はこれを拒否することができない。
なお、国家行政組織法において、総務省は各省の筆頭に掲げられている。閣僚名簿においても、副総理設置時を除けば総務大臣は内閣総理大臣の次に列せられており、建制順では国務大臣の筆頭として扱われる。
旧内務省の流れを汲むことから、初代内務卿の大久保利通によって書かれた「為政清明」という揮毫が大臣室に掲げられている。

## 歴史

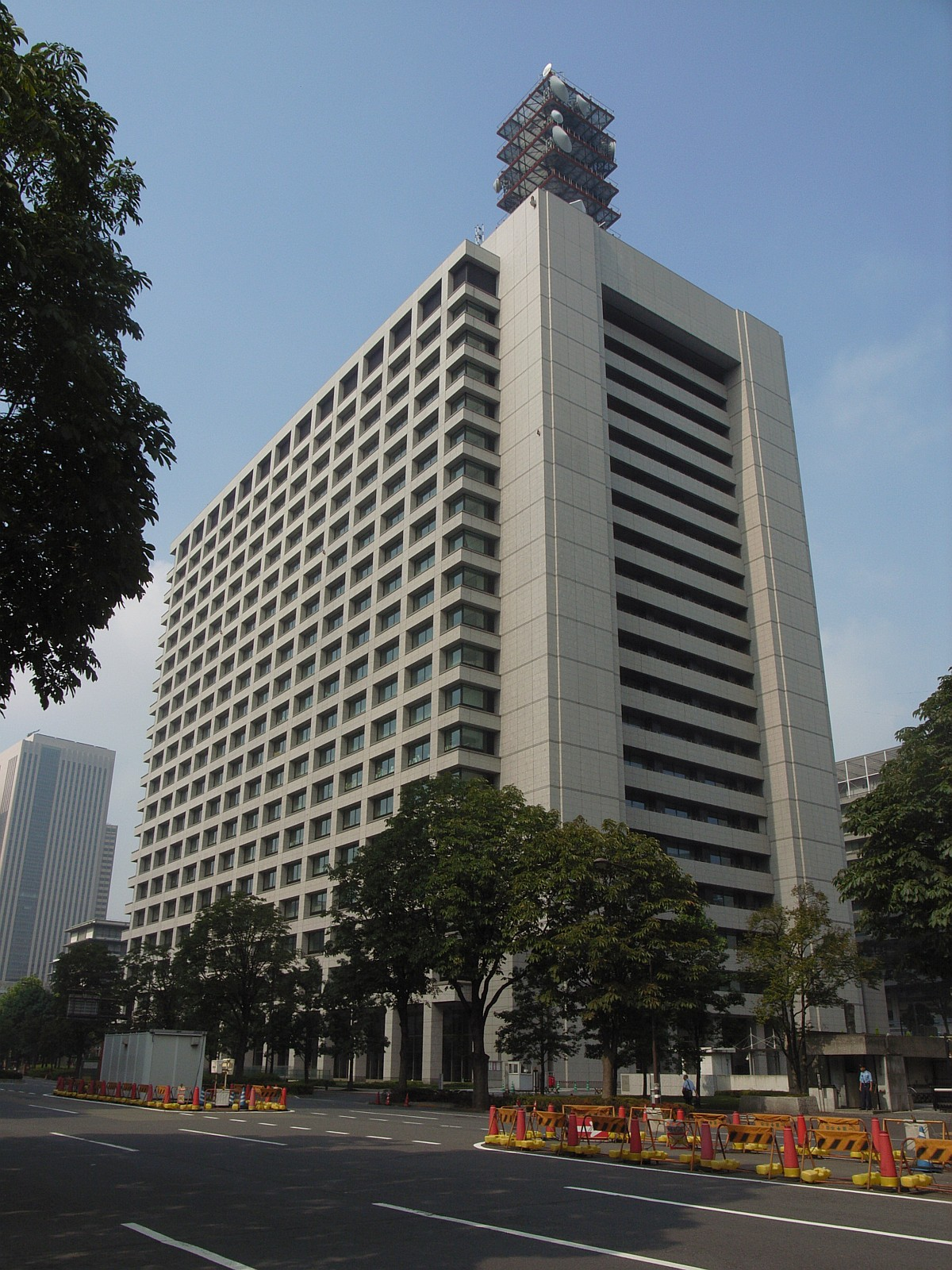
総務省が所在する中央合同庁舎第二号館（20階のうち12階から20階までは他省庁が使用）

中央省庁等改革基本法に基づく中央省庁再編により、2001年1月6日に総務省が設置された。それにともない、自治省が所管していた地方自治制度に関する業務、総務庁が所管していた行政制度に関する業務、郵政省が所管していた情報通信行政に関する業務を総務省が担うことになった。同時に、自治大臣、総務庁長官、郵政大臣が廃止され、新たに総務大臣が設置されることになった。同日付で第2次森改造内閣（中央省庁再編後）が発足し、元自治官僚で参議院議員の片山虎之助が総務大臣に任命された。

## 名称
「総務省」という名称は、小渕第1次改造内閣当時の中央省庁等改革推進本部にて新たな省名を検討した際、内閣総理大臣の小渕恵三により命名された。実際の考案者は、元内務・警察官僚で、第2次大平正芳内閣の自治大臣、第2次中曽根康弘内閣の行政管理庁長官、総務庁長官など、現在の総務大臣が所管にあたる分野を複数務めた後藤田正晴である。英語での呼称については「Minister for Internal Affairs and Communications」(内務・通信)とされている。法務大臣や財務大臣などの場合は「Minister of ○○」と表記するのに対し、総務大臣と外務大臣の場合は「Minister for ○○」との表記を用いている。

## 歴代総務大臣
| 代 | 画像          | 氏名          | 内閣           | 内閣                        | 就任日                                      | 退任日                       | 党派       | 備考                                             |
| -- | ------------- | ------------- | -------------- | --------------------------- | ------------------------------------------- | ---------------------------- | ---------- | ------------------------------------------------ |
| 1  |               | 片山虎之助    | 第2次森内閣    | 改造内閣 （中央省庁再編後） | 2001年1月6日                                | 2001年4月26日                | 自由民主党 |                                                  |
| 2  | 第1次小泉内閣 | 第1次小泉内閣 | 2001年4月26日  | 2003年9月22日               | 再任                                        |                              | 自由民主党 |                                                  |
| 2  |               | 片山虎之助    | 2001年4月26日  | 2003年9月22日               | 第1次改造内閣                               | 留任                         | 自由民主党 |                                                  |
| 3  |               | 麻生太郎      |                | 第2次改造内閣               | 2003年9月22日                               | 2003年11月19日               | 自由民主党 |                                                  |
| 4  | 第2次小泉内閣 | 第2次小泉内閣 | 2003年11月19日 | 2005年9月21日               | 再任                                        |                              | 自由民主党 |                                                  |
| 4  |               | 麻生太郎      | 2003年11月19日 | 2005年9月21日               | 改造内閣                                    | 留任 国民スポーツ担当        | 自由民主党 |                                                  |
| 5  | 第3次小泉内閣 | 第3次小泉内閣 | 2005年9月21日  | 2005年10月31日              | 再任 国民スポーツ担当                       |                              | 自由民主党 |                                                  |
| 6  |               | 竹中平蔵      |                | 改造内閣                    | 2005年10月31日                              | 2006年9月26日                | 自由民主党 | 郵政民営化担当                                   |
| 7  |               | 菅義偉        | 第1次安倍内閣  | 第1次安倍内閣               | 2006年9月26日                               | 2007年8月27日                | 自由民主党 | 郵政民営化担当                                   |
| 8  |               | 増田寛也      |                | 改造内閣                    | 2007年8月27日                               | 2007年9月26日                | 民間       | 郵政民営化担当 道州制担当 地方・都市格差是正担当 |
| 9  | 福田康夫内閣  | 福田康夫内閣  | 2007年9月26日  | 2008年9月24日               | 再任 郵政民営化担当 道州制担当 地方再生担当 |                              | 民間       |                                                  |
| 9  |               | 増田寛也      | 2007年9月26日  | 2008年9月24日               | 改造内閣                                    | 留任 道州制担当 地方再生担当 | 民間       |                                                  |
| 10 |               | 鳩山邦夫      | 麻生内閣       | 麻生内閣                    | 2008年9月24日                               | 2009年6月12日                | 自由民主党 |                                                  |
| 11 |               | 佐藤勉        | 麻生内閣       | 麻生内閣                    | 2009年6月12日                               | 2009年9月16日                | 自由民主党 |                                                  |
| 12 |               | 原口一博      | 鳩山由紀夫内閣 | 鳩山由紀夫内閣              | 2009年9月16日                               | 2010年6月8日                 | 民主党     | 国家戦略担当                                     |
| 13 | 菅直人内閣    | 菅直人内閣    | 2010年6月8日   | 2010年9月17日               | 再任                                        |                              | 民主党     |                                                  |
| 14 |               | 片山善博      |                | 第1次改造内閣               | 2010年9月17日                               | 2011年9月2日                 | 民間       | 地域活性化担当                                   |
| 14 |               | 片山善博      | 第2次改造内閣  | 留任 地域活性化担当         | 2010年9月17日                               | 2011年9月2日                 | 民間       |                                                  |
| 15 |               | 川端達夫      | 野田内閣       | 野田内閣                    | 2011年9月2日                                | 2012年10月1日                | 民主党     | 地域活性化担当                                   |
| 15 |               | 川端達夫      | 第1次改造内閣  | 留任 地域活性化担当         | 2011年9月2日                                | 2012年10月1日                | 民主党     |                                                  |
| 15 | 第2次改造内閣 | 川端達夫      |                | 留任 地域活性化担当         | 2011年9月2日                                | 2012年10月1日                | 民主党     |                                                  |
| 16 |               | 樽床伸二      |                | 第3次改造内閣               | 2012年10月1日                               | 2012年12月26日               | 民主党     | 地域活性化担当                                   |
| 17 |               | 新藤義孝      | 第2次安倍内閣  | 第2次安倍内閣               | 2012年12月26日                              | 2014年9月3日                 | 自由民主党 | 地域活性化担当 道州制担当                        |
| 18 |               | 高市早苗      |                | 改造内閣                    | 2014年9月3日                                | 2014年12月24日               | 自由民主党 |                                                  |
| 19 | 第3次安倍内閣 | 第3次安倍内閣 | 2014年12月24日 | 2017年8月3日                | 再任                                        |                              | 自由民主党 |                                                  |
| 19 |               | 高市早苗      | 2014年12月24日 | 2017年8月3日                | 第1次改造内閣                               | 留任                         | 自由民主党 |                                                  |
| 19 | 第2次改造内閣 | 高市早苗      | 2014年12月24日 | 2017年8月3日                |                                             | 留任                         | 自由民主党 |                                                  |
| 20 |               | 野田聖子      |                | 第3次改造内閣               | 2017年8月3日                                | 2017年11月1日                | 自由民主党 | 女性活躍担当                                     |
| 21 | 第4次安倍内閣 | 第4次安倍内閣 | 2017年11月1日  | 2018年10月2日               | 再任 女性活躍担当                           |                              | 自由民主党 |                                                  |
| 22 |               | 石田真敏      |                | 第1次改造内閣               | 2018年10月2日                               | 2019年9月11日                | 自由民主党 |                                                  |
| 23 |               | 高市早苗      |                | 第2次改造内閣               | 2019年9月11日                               | 2020年9月16日                | 自由民主党 | 再任                                             |
| 24 |               | 武田良太      | 菅義偉内閣     | 菅義偉内閣                  | 2020年9月16日                               | 2021年10月4日                | 自由民主党 |                                                  |
| 25 |               | 金子恭之      | 第1次岸田内閣  | 第1次岸田内閣               | 2021年10月4日                               | 2021年11月10日               | 自由民主党 |                                                  |
| 26 | 第2次岸田内閣 | 第2次岸田内閣 | 2021年11月10日 | 2022年8月10日               | 再任                                        |                              | 自由民主党 |                                                  |
| 27 |               | 寺田稔        |                | 第1次改造内閣               | 2022年8月10日                               | 2022年11月20日               | 自由民主党 |                                                  |
| -  |               | 松野博一      | 2022年11月20日 | 第1次改造内閣               | 2022年11月21日                              | 臨時代理                     | 自由民主党 |                                                  |
| 28 |               | 松本剛明      | 2022年11月21日 | 第1次改造内閣               | 2023年9月13日                               |                              | 自由民主党 |                                                  |
| 29 |               | 鈴木淳司      | 第2次改造内閣  | 2023年9月13日               | 2023年12月14日                              |                              | 自由民主党 |                                                  |
| 30 |               | 松本剛明      | 第2次改造内閣  | 2023年12月14日              | 2024年10月1日                               | 再任                         | 自由民主党 |                                                  |
| 31 |               | 村上誠一郎    | 第1次石破内閣  | 第1次石破内閣               | 2024年10月1日                               | 2024年11月11日               | 自由民主党 |                                                  |
| 32 | 第2次石破内閣 | 第2次石破内閣 | 2024年11月11日 | 現職                        | 再任                                        |                              | 自由民主党 |                                                  |

- 辞令のある再任は就任日を記載し、辞令のない留任は就任日を記載しない。
- 党派の欄は、就任時、または、内閣発足時の所属政党を記載し、国会議員以外は「民間」と記載した。
- 太字は後に内閣総理大臣となった人物

## 記録
- 連続最長在任記録：1,066日（2年11か月） - 高市早苗[要出典]
- 通算最長在任記録：1,438日（3年11か月） - 高市早苗[要出典]

## 大臣表彰
総務大臣表彰、総務大臣顕彰、総務大臣賞、総務大臣感謝状など、総務大臣による顕彰及び表彰には、以下のようなものがある。
- 市町村長及び市町村議会議会議長総務大臣表彰
市町村長として12年以上、市町村議会議長として20年以上在職し地方自治に寄与した人物に対する表彰。
- 地方公共団体税務職員表彰
地方公共団体の税務職員として20年以上従事し、他の職員の模範となると評価される人物に対する表彰。
- 地域づくり総務大臣表彰
地域活性化センターによる主催で、地域づくり推進に顕著な団体に対する表彰。
- 情報化促進貢献企業等の総務大臣表彰
情報化の促進に多大の貢献をなしたと認められる個人、企業等および情報化を進めるために著しい効果をあげている情報処理システムに対する表彰。
- 防災まちづくり大賞総務大臣賞
防災まちづくりにおける活動で顕著な活動をした団体。
- 消防功労者総務大臣表彰
消防団などにおいて地域の消防に寄与した人物に対する表彰。

なお、競艇の最高峰クラス「スペシャルグレード」の一つであるモーターボート記念競走では、優勝すると総務大臣杯が贈られる。